# Eereraad voor de Letterkunde
De Eereraad voor de Letterkunde was tussen 15 juni 1945 en 1 januari 1948 de benaming van een groep mensen die als onderdeel van de naoorlogse zuivering belast was met de taak een oordeel uit te spreken over de houding van Nederlandse letterkundigen tijdens de Tweede Wereldoorlog.

## Ontstaan
Na de bevrijding op 5 mei 1945 was de zuivering van de kunstensector de verantwoordelijkheid van het Militair Gezag (MG). Na een korte en chaotische fase besloot het MG zich te beperken tot het afgeven van voorlopige vergunningen tot optreden door kunstenaars. Die werden afgegeven door de Militaire Commissarissen op advies van plaatselijke commissies. Zonder een dergelijke vergunning mocht men niet optreden. Dit stelsel verviel op 15 oktober 1945. Inmiddels waren op 15 juni 1945 de Eereraden voor de Kunstenaarsberoepen ingesteld. Deze raden gingen uit van het principe dat de sector zelf diende zorg te dragen voor de zuivering. Er waren zes Eereraden:
1. voor architectuur,
2. voor de beeldende kunsten,
3. voor de letterkunde,
4. voor de muziek,
5. voor het toneel (inclusief dans en film) en
6. voor amusements- en kleinkunstenaars.

Als 'fout' werd diegene beschouwd die geprofiteerd had van of propaganda gemaakt had voor de Duitse bezetter. Zij kregen een beroepsverbod opgelegd. Lidmaatschap van de Nederlandsche Kultuurkamer was op zichzelf dus geen reden tot een maatregel, althans niet volgens de 'gezamenlijke openbare verklaring' afgelegd door de Verenigde Eereraden, eind juni 1945. Verschillende Eereraden, waaronder die voor de Letterkunde, weken daar echter van af.
Op 5 april 1946 werd de Wet Zuivering Kunstenaars aangenomen die enerzijds een wettelijke basis gaf aan de beroepsverboden, maar die anderzijds ook een mogelijkheid bood tot hoger beroep. Daartoe werd de Centrale Eereraad voor de Kunst ingesteld onder voorzitterschap van mr. A.W.J. van Vrijberghe de Coningh. De Eereraden werden op 1 januari 1948 van hun taak ontheven. De Centrale Eereraad nam hun werk over en wikkelde de beroepsprocedures af. De laatste zaken werden in 1951 afgehandeld. In januari 1952 werd de Centrale Eereraad ontbonden. Daarmee eindigde de zuivering van de Nederlandse kunstenaars.

## Personele bezetting
De Eereraad voor de Letterkunde bestond aanvankelijk uit:
- mr. F. Bordewijk
- mr. Martinus Nijhoff
- Nes Tergast
- prof. dr. J.B. Tielrooy
- August Defresne
- dr. W.Gs. Hellinga

Prof. dr. H.J. Pos maakte gedurende korte tijd deel uit van de Eereraad. De voorzitter van iedere Eereraad moest een jurist zijn. De keuze viel op de schrijver Bordewijk, die advocaat was. Ook de dichter Nijhoff had ooit rechten gestudeerd. Tergast was de secretaris. Later traden enige mutaties in de personele bezetting op: medio 1946 werd Annie Romein-Verschoor lid van de Eereraad en volgde Sjoerd Leiker Nes Tergast op als secretaris.

## Werkzaamheden
In zijn activiteiten rekende de Eereraad iedereen onder zijn bevoegdheid die ooit had gepubliceerd of vertaald, ook al was dit op wetenschappelijk gebied. Journalistieke arbeid behoorde oorspronkelijk niet tot het werkterrein van de Eereraad, maar ook dit gebied rekende de Eereraad tot het zijne. Het gevolg hiervan was dat personen als Tobie Goedewaagen (secretaris-generaal van het nationaalsocialistische Departement van Volksvoorlichting en Kunsten) of Johan Huyts (Nieuwe Rotterdamsche Courant) aan het oordeel van de Eereraad werden onderworpen en zodoende dus meerdere malen, door diverse gremia werden gezuiverd en/of berecht. De Eereraad hanteerde slechts twee straffen:
- afkeuring van de houding,
- uitsluiting uit het beroep van letterkundige

De Eereraad had een voorkeur voor collectieve vonnissen. Zij begon met een lijst aan te leggen van letterkundigen die zich hadden aangesloten bij de Kultuurkamer, en/of die hadden gepubliceerd met toestemming van de Kultuurkamer. Op 18 september 1945 legde de Eereraad aan allen die op die lijst stonden, een uitsluiting op tot 5 mei 1946. De lijst bevatte toen 366 namen. Publicatie van het vonnis door de Eereraad in de pers vond niet plaats. Wel werd gedacht aan openbaarmaking in het Nieuwsblad voor den Boekhandel, dat uitgegeven werd door de Vereeniging ter Bevordering van de Belangen des Boekhandels. Deze Vereniging wenste echter niet aan publicatie mee te werken. De Eereraad moest zich daarbij neerleggen, aangezien zijn besluiten geen rechtskracht hadden.
Het is niet exact bekend hoeveel personen door de Eereraad zijn gestraft. De overgeleverde archieven geven het volgende beeld:
- ongeveer 385 personen werden tot 5 mei 1946 van publicatie uitgesloten;
- vermoedelijk 82 van hen kregen bovendien langere uitsluitingstermijnen opgelegd, 29 daarvan aflopend tussen november 1946 en september 1950, 37 eindigend tussen september 1950 en november 1955, 16 eindigend op 1 januari 1956;
- onder deze laatste groep van 16 bevonden zich 7 vertalers die als zodanig levenslang werden uitgesloten.

## Terugblik
De overtuiging dringt zich aan de huidige beschouwer op, dat de Eereraad met verregaande slordigheid te werk ging. Het was namelijk de gewoonte om een en ander te bespreken buiten aanwezigheid van de betrokkene, en maar al te vaak op zeer vluchtige wijze. In bepaalde gevallen was de te zuiveren auteur al door afzonderlijke leden van de Eereraad gehoord, in andere, en naar het zich laat aanzien verreweg de meeste gevallen niet. Ook stelde de Eereraad dat vele vonnissen waren geveld om de betrokkenen zelf uit de hoek te laten komen - een merkwaardig standpunt, omdat de Eereraad niet tot systematische publicatie van zijn vonnissen overging.